# Altarraum (Orthodoxie)

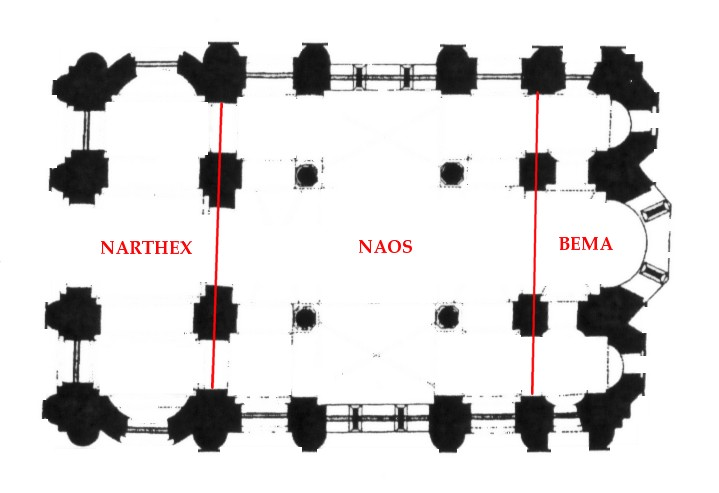
Schema einer Kreuzkuppelkirche mit östlich gelegenem Altarraum (Bema)

Der Altarraum einer orthodoxen Kirche, auch das Allerheiligste genannt, liegt in der Regel im Osten eines orthodoxen Kirchengebäudes und hat eine halbrunde Apsis, häufig aber auch drei Apsiden. Er ist gegenüber dem Naos, dem Kirchenschiff als Raum für die Gottesdienstgemeinde, meist um eine Stufe erhöht und durch die Ikonostase von diesem getrennt und den Blicken der Gläubigen im Naos entzogen. Durch die Ikonostase führen drei Türen in den Altarraum: die mittlere, zweiflügelige „Königstür“ und je eine nördliche und eine südliche Tür. Der Altarraum darf beim Gottesdienst nur durch Kleriker betreten werden. Die liturgischen Bezeichnungen sind Ἱερόν Βῆμα hierón bēma ‚heilige Stufe‘ (byzantinisch), qidduse qiddusan ‚das Heilige der Heiligen‘ (äthiopisch-orthodoxe Christen), madbaha (syrisch ܡܕܒܚܐ maḏbḥā, deutsch ‚Altar‘) (Thomaschristen) und Алтарь altar (Russisch-orthodoxe Kirche).

## Raumaufteilung und Ausstattung
Der Altarraum ist mit Teppichen ausgelegt und hat in der Regel drei Fenster als Symbol für das nicht geschaffene dreieinige Licht Gottes. Im Zentrum des Allerheiligsten steht frei der Altar, der mit mehreren Altartüchern bedeckt ist und auf dem das Evangeliar und ein Handkreuz zur Segnung der Gläubigen liegen. Auf dem Altar steht der Tabernakel in Form eines kleinen Hauses oder einer Kirche mit einem Kästchen für die Aufbewahrung der Krankenkommunion (Artoforion), daneben ein brennendes Öllämpchen. In der russischen Tradition stehen hinter dem Altar ein siebenarmiger Leuchter und ein gemaltes Kruzifix. Bei der Liturgie steht der Zelebrant nach Osten gewendet, also mit dem Rücken zur Gemeinde, vor dem Altar.
Beidseitig neben dem Altar liegen zwei Nebenräume, die Pastophorien, gegebenenfalls jeweils mit einer Apsis. Im linken, nördlichen Teil, Prothesis genannt, steht ein altarähnlicher Rüsttisch (žertvennik) mit den Geräten, die für die Proskomidie, die Bereitung der Gaben für die Liturgie, notwendig sind; auf dem Rüsttisch stehen auch ein Kruzifix und ein Öllicht. In der Regel hängt in der Nähe des Rüsttisches eine Darstellung der Geburt Christi.
Der rechte, südliche Teil des Altarraums heißt Diakonikon und hat die Funktion einer Sakristei, wo liturgische Bücher, Geräte und Paramente aufbewahrt werden und sich die Diakone aufhalten können. Diese Funktion des Nebenraums bildete sich erst um das 14./15. Jahrhundert, in spätbyzantinischer Zeit, heraus, nachdem er vorher in einigen Kirchen unter anderem als Baptisterium gedient hatte.
Im Scheitel der mittleren Apsis befindet sich der Bischofsthron, „erhöhter Ort“ (gornee mesto) oder „Heiliger Thron“ genannt, der während der Göttlichen Liturgie dem Bischof vorbehalten ist und frei bleibt, wenn kein Bischof teilnimmt; er steht symbolisch für den Thron Gottes, des Pantokrators. Daneben erstreckt sich beidseitig die halbrunde Priesterbank (σύνθρονον Sýnthronon oder σύνθρονος Sýnthronos), auf der während des Wortgottesdienstes nach dem „Ersten Einzug“ die Priester sitzen, während die Diakone stehen. Der Bischof symbolisiert Jesus Christus, die Priester stellen die Apostel dar und die Diakone die Engel.

## Symbolik
Der Altarraum und alles, was sich darin befindet, werden als das größte Heiligtum der orthodoxen Kirche angesehen. Er wird als symbolische Darstellung des Himmels gedeutet, wo Gott wohnt; der Altar ist Symbol des Thrones Jesu Christi, auf dem sich bei der Göttlichen Liturgie der „heilige Tausch“ vollzieht und wo in den Gestalten von Brot und Wein sein Leib und Blut gegenwärtig werden. Eine andere Deutung sieht ihn als den Abendmahlssaal, in dem das letzte Abendmahl Jesu mit seinen Jüngern stattfand. Das Kirchenschiff, der Ort der Gemeinde, steht für die Erde; es wird verstanden als „Symbol des erlösten Christenlebens, das auf dem Weg ist zur vollendeten Anschauung der Herrlichkeit Gottes“. Bei der Liturgie vollzieht sich somit ein Austausch zwischen Himmel und Erde, zwischen göttlichem und menschlichen Bereich, wenn beim Kleinen Einzug das Evangeliar und beim Großen Einzug Brot und Wein von den Klerikern durch die nördliche Tür in den Naos und durch die Königstür wieder in den Altarraum getragen werden; während der eucharistischen Liturgie mit dem Hochgebet bis zur Kommunion ist die Königstür geöffnet.